# Enclave étnico

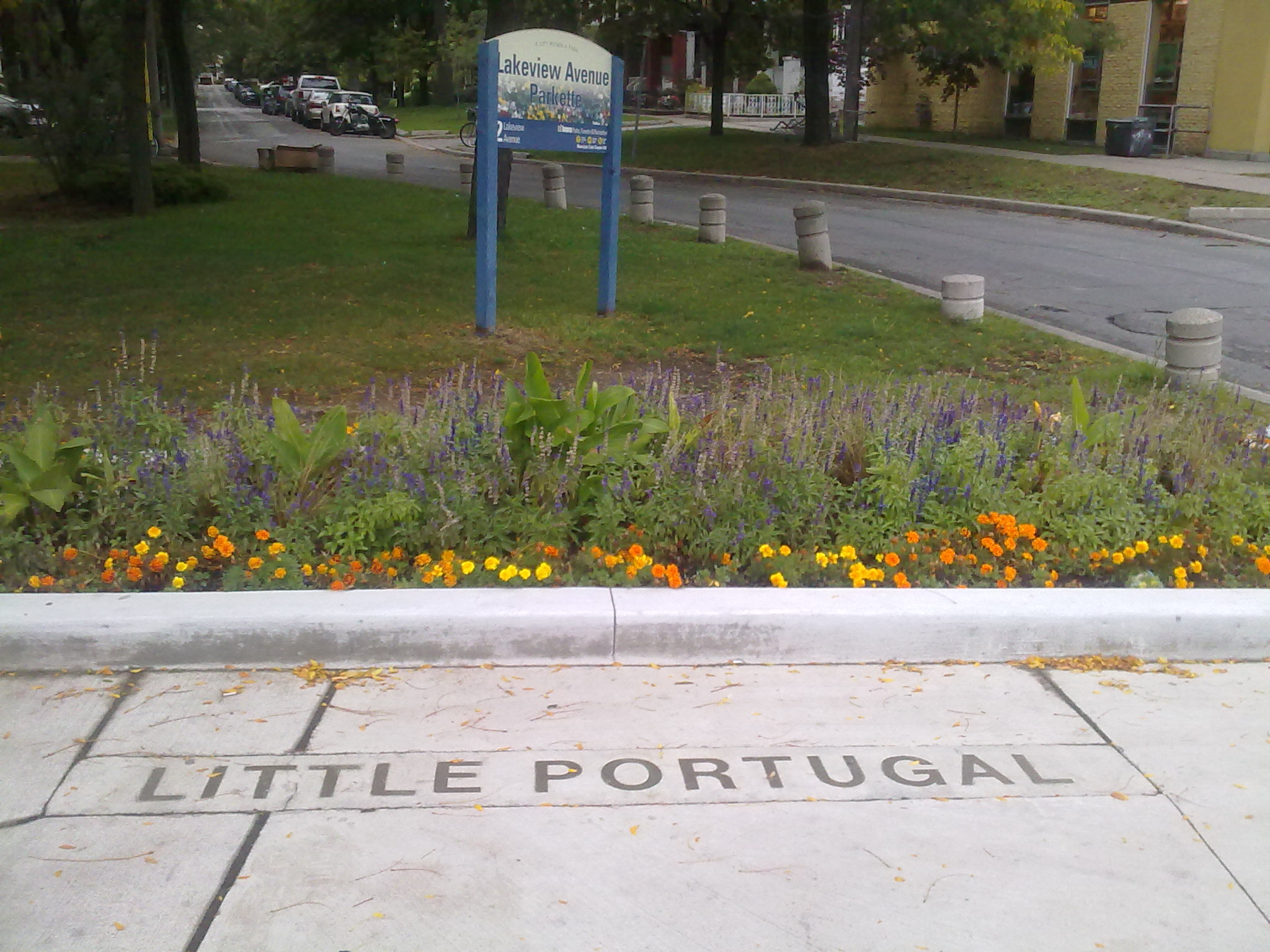
Little Portugal, em Toronto.

Enclave étnico, referido a nível municipal como bairro étnico, é um local dentro de uma cidade em que a maior parte da população tem ascendência estrangeira.
Bairros étnicos são comuns na costa leste dos Estados Unidos, e nas cidades de Toronto e Montreal, no Canadá, por serem lugares povoados historicamente por imigrantes.
No Brasil, o bairro étnico mais famoso é o Liberdade, na cidade de São Paulo.